# 최시한
최시한(崔時漢, 1952년~)은 대한민국의 소설가이자, 교수이다. 숙명여자대학교의 명예교수이며, 1991년에 《낙타의 겨울》로 등단했다.